# جيري فرنسيس (لاعب كرة قدم)
جيري فرنسيس (بالإنجليزية: Gerry Francis)‏ (6 ديسمبر 1951 في المملكة المتحدة - ) هو مدرب كرة قدم ولاعب كرة قدم بريطاني في مركز الوسط. شارك مع منتخب إنجلترا لكرة القدم. أما مع النوادي، فقد لعب مع سوانزي سيتي وكارديف سيتي وكريستال بالاس وكوفنتري سيتي وكوينز بارك رينجرز ونادي إكزتر سيتي ونادي بريستول روفيرز ونادي بورتسموث.

## مسيرته الكروية
لعب جيري فرنسيس خلال مسيرته الاحترافية مع 8 أندية في أربعة وعشرون موسمًا وسجل خلالها 70 هدف ضمن 506 مباراة. ولم يفز بأي موسم بالكأس أو بالدوري.
خاض جيري فرنسيس مسيرته مع نادي كوينز بارك رينجرز في موسم 1968–69 في المرة الأولى ليلعب معه أحد عشر موسمًا ثم في موسم 1980–81 ولمدة موسمين، مشاركًا طوالها في 312 مباراة سجل خلالها 58 هدفًا. ثم انتقل إلى نادي كريستال بالاس في موسم 1979–80 ولمدة موسمين، حيث شارك في 69 مباراة سجل خلالها 7 أهداف. لينتقل بعدها إلى نادي كوفنتري سيتي في موسم 1981–82 ولمدة موسمين، مشاركًا في 50 مباراة سجل خلالها هدفين. ثم انتقل إلى نادي إكزتر سيتي في موسم 1983–84 لمدة موسم واحد، مشاركًا في 28 مباراة سجل خلالها 3 أهداف. هذا وانتقل لاحقًا إلى نادي كارديف سيتي في موسم 1984–85 لمدة موسم واحد، مشاركًا في 7 مباريات ولم يسجل أي هدف. ثم انتقل بعدها إلى نادي بريستول سيتي في موسم 1985–86 واستمر معه طيلة ثلاثة مواسم، مشاركًا في 34 مباراة ولم يسجل أي هدف أيضًا.

## وصلات خارجية
- جيري فرنسيس على موقع قاعدة بيانات كرة القدم.إي يو (الإنجليزية)
- جيري فرنسيس على موقع ناشيونال فوتبول تيمز (الإنجليزية)
- جيري فرنسيس على موقع Soccerbase.com (لاعب) (الإنجليزية)
- جيري فرنسيس على موقع Soccerbase.com (مدرب) (الإنجليزية)